# Stuart Hayes
Stuart Hayes (ur. 16 kwietnia 1979) – brytyjski triathlonista.
Starty w międzynarodowych zawodach triathlonowych rozpoczął w 2005. Jego największym sukcesem jest zwycięstwo w zawodach w Kitzbühel, podczas Mistrzostw Świata ITU w 2010. W klasyfikacji generalnej Mistrzostw zajął ostatecznie 11. miejsce.